# キタタキ
キタタキ （木叩、Dryocopus javensis）は、キツツキ目キツツキ科に分類される鳥。15の亜種に分かれる。

## 分布
インドの西ガーツ山脈からマレーシア・中国・フィリピン・朝鮮半島にかけての常緑樹林に生息する。かつては日本の対馬にも生息していた（後述）。東洋区系の鳥であり、朝鮮半島、対馬は本種の生息域としてはかなり北に孤立している。

## 生態
巨大な枯れ木に営巣する。「キャアキャア」と大きな鳴き声を発し、ドラミングの音は体の小さな他のキツツキよりも大きい。

## 形態
アジアに分布するキツツキ類の中では最も大きい部類で、体長は42cmから48cmに達する。雄の頭頂部の羽毛と頬の斑点は赤。雌はそれらの赤い羽毛部分がない。上半身は黒い羽毛で覆われ、下半身や羽毛の先端の白い部分とコントラストをなす。足には4つの爪があり、うち2つは後ろ向きである。尾羽は硬い。全体としてクマゲラに似た大きさと姿をしているが、クマゲラが体全体が黒いのに対し、キタタキは下半身が白い点が異なる。

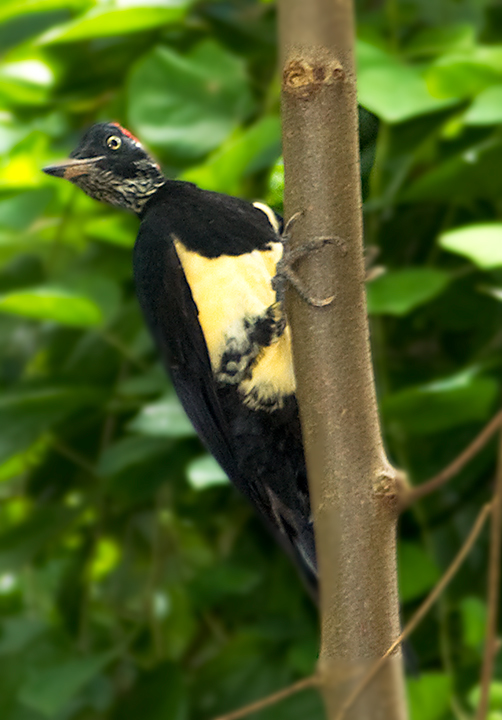
キタタキ(オス)

## 亜種の一覧
次の15亜種が知られる。
- Dryocopus javensis cebuensis Kennedy, 1987 :セブ島、絶滅の可能性あり
- Dryocopus javensis confusus (Stresemann, 1913)
- Dryocopus javensis esthloterus Parkes, 1971
- Dryocopus javensis feddeni (Blyth, 1863)
- Dryocopus javensis forresti Rothschild, 1922
- Dryocopus javensis hargitti (Sharpe, 1884)
- Dryocopus javensis hodgsonii (Jerdon, 1840)
- Dryocopus javensis javensis (Horsfield, 1821) :タイ南部・ボルネオ島
- Dryocopus javensis mindorensis (Steere, 1890)
- Dryocopus javensis multilunatus (McGregor, 1907)
- Dryocopus javensis parvus (Richmond, 1902)
- Dryocopus javensis pectoralis (Tweeddale, 1878) :サマール島・ボホール島など
- Dryocopus javensis philippinensis (Steere, 1890) :フィリピン
- Dryocopus javensis richardsi Tristram, 1879 :朝鮮・対馬、対馬では絶滅 w:Tristram's Woodpecker
- Dryocopus javensis suluensis (W. Blasius, 1890) :フィリピンスールー州

## 朝鮮半島・日本産亜種
（Tristram's Woodpecker）
朝鮮半島北部に少数が生息する。日本では対馬に生息していたが、1920年を最後に確認されておらず、絶滅したとみられている。

### 生息地と生態
1000mを超える高密度の山林に生息する。クリ、カシ、ポプラ、ニレといった樹木に見られる。枯れ木の幹の空洞に営巣することを好み、樹皮で餌となる昆虫を探す。4月から5月にかけて繁殖期を迎え、雌は3個ないし4個の卵を産む。日の出前から日没まで巣を出て餌を探し回る。枝から枝へと素早く移ることができ、危険を察知するとすばやく木の空洞に逃げ込む。

### 生息に対する脅威
もともとこの亜種は朝鮮半島と日本の対馬で確認されていた。しかし、対馬では森林伐採で生息地が失われたことに加え、博物館の標本などの目的でも乱獲されてほとんど姿を消してしまった。鳥類学者の黒田長禮は1920年に対馬で1つがいの標本を発見し、これに基づいて1923年には天然記念物に指定された。しかし、50年間確認がされなかったため、1972年に指定が解除された。
韓国でも森林伐採の拡大により、希少種となった。1952年に保護動物に指定されたが、1978年までにほとんど姿を見ることが出来なくなった。1993年に南北間の非武装中立地帯で1つがいが発見されている。現在は京畿道の国立樹木園の森林に数つがいが生息しているとされる。
今日、この亜種が最も多く生息するのは北朝鮮である。50羽未満が江原道の板橋郡と黄海北道の開城市、長豊郡、そして麟山郡と平山郡に接する滅悪（ミョラク）山の森林に生き残っていると考えられている。1968年5月30日に北朝鮮政府が国家記念物197号として特別な保護を行うことを宣言した。麟山郡・平山郡には保護区があり、2004年頃には本種が増加傾向にあるとも伝えられたが、詳細は不明である。

## 保全状態評価
LEAST CONCERN (IUCN Red List Ver. 3.1 (2001))
朝鮮半島・日本産亜種　キタタキ　Dryocopus javensis richardsi
- 絶滅（環境省レッドリスト）[1]

## 関連文献
- 安部幸六「珍鳥キタタキを訪ねて -對馬の旅-」『鳥』第8巻第40号、日本鳥学会、1933-1935年、500-509頁、doi:10.3838/jjo1915.8.40_500。